# David Schlemko
David Schlemko, född 7 maj 1987, är en kanadensisk professionell ishockeyspelare som är kontrakterad till NHL-klubben Philadelphia Flyers och spelar för deras farmarlag Lehigh Valley Phantoms i AHL. 
Han har tidigare spelat på NHL-nivå för Montreal Canadiens, San Jose Sharks, Arizona Coyotes, Dallas Stars, Calgary Flames och New Jersey Devils och på lägre nivåer för San Antonio Rampage och Portland Pirates i AHL, Arizona Sundogs i CHL och Medicine Hat Tigers i WHL.
Schlemko blev aldrig draftad av någon NHL-organisation.
21 juni 2017 valdes Schlemko av Vegas Golden Knights i expansionsdraften. Dagen efter trejdades han från Vegas Golden Knights till Montreal Canadiens.
Den 9 februari 2019 tradades han tillsammans med Byron Froese till Philadelphia Flyers i utbyte mot Christian Folin och Dale Weise.

## Statistik
| 2002–2003  | Knights of Columbus Pats Miget AAA | AMHL       | 35  | 8  | 19  | 27  | 18  | 6  | 2 | 4  | 6  | —  |
| 2003–2004  | Knights of Columbus Pats Miget AAA | AMHL       | 35  | 12 | 30  | 42  | 34  | —  | — | —  | —  | —  |
| 2004–2005  | Medicine Hat Tigers                | WHL        | 65  | 5  | 24  | 29  | 23  | 13 | 0 | 3  | 3  | 10 |
| 2005–2006  | Medicine Hat Tigers                | WHL        | 69  | 9  | 35  | 44  | 44  | 13 | 2 | 5  | 7  | 15 |
| 2006–2007  | Medicine Hat Tigers                | WHL        | 64  | 8  | 50  | 58  | 78  | 23 | 3 | 13 | 16 | 12 |
| 2007–2008  | San Antonio Rampage                | AHL        | 1   | 0  | 0   | 0   | 4   | —  | — | —  | —  | —  |
|            | Arizona Sundogs                    | CHL        | 58  | 10 | 29  | 39  | 24  | 14 | 3 | 5  | 8  | 6  |
| 2008–2009  | Phoenix Coyotes                    | NHL        | 3   | 0  | 1   | 1   | 0   | —  | — | —  | —  | —  |
|            | San Antonio Rampage                | AHL        | 68  | 7  | 22  | 29  | 20  | —  | — | —  | —  | —  |
| 2009–2010  | Phoenix Coyotes                    | NHL        | 17  | 1  | 4   | 5   | 8   | —  | — | —  | —  | —  |
|            | San Antonio Rampage                | AHL        | 55  | 5  | 26  | 31  | 30  | —  | — | —  | —  | —  |
| 2010–2011  | Phoenix Coyotes                    | NHL        | 43  | 4  | 10  | 14  | 24  | 4  | 1 | 0  | 1  | 4  |
|            | San Antonio Rampage                | AHL        | 3   | 0  | 0   | 0   | 2   | —  | — | —  | —  | —  |
| 2011–2012  | Phoenix Coyotes                    | NHL        | 46  | 1  | 10  | 11  | 10  | 5  | 0 | 0  | 0  | 0  |
| 2012–2013  | Phoenix Coyotes                    | NHL        | 30  | 1  | 5   | 6   | 12  | —  | — | —  | —  | —  |
|            | Arizona Sundogs                    | CHL        | 14  | 3  | 7   | 10  | 4   | —  | — | —  | —  | —  |
| 2013–2014  | Phoenix Coyotes                    | NHL        | 48  | 1  | 8   | 9   | 18  | —  | — | —  | —  | —  |
| 2014–2015  | Arizona Coyotes                    | NHL        | 20  | 1  | 3   | 4   | 4   | —  | — | —  | —  | —  |
|            | Portland Pirates                   | AHL        | 2   | 1  | 3   | 4   | 0   | —  | — | —  | —  | —  |
|            | Dallas Stars                       | NHL        | 5   | 0  | 0   | 0   | 0   | —  | — | —  | —  | —  |
|            | Calgary Flames                     | NHL        | 19  | 0  | 0   | 0   | 8   | 11 | 0 | 1  | 1  | 2  |
| 2015–2016  | New Jersey Devils                  | NHL        | 67  | 6  | 13  | 19  | 16  | —  | — | —  | —  | —  |
| 2016–2017  | San Jose Sharks                    | NHL        | 62  | 6  | 12  | 18  | 14  | 6  | 2 | 1  | 3  | 2  |
| 2017–2018  | Montreal Canadiens                 | NHL        | 37  | 1  | 4   | 5   | 6   | —  | — | —  | —  | —  |
|            | Rocket de Laval                    | AHL        | 3   | 0  | 1   | 1   | 0   | —  | — | —  | —  | —  |
| 2018–2019  | Montreal Canadiens                 | NHL        | 18  | 0  | 2   | 2   | 4   | —  | — | —  | —  | —  |
|            | Rocket de Laval                    | AHL        | 8   | 1  | 3   | 4   | 2   | —  | — | —  | —  | —  |
|            | Lehigh Valley Phantoms             | AHL        | —   | —  | —   | —   | —   | —  | — | —  | —  | —  |
| NHL totalt | NHL totalt                         | NHL totalt | 415 | 18 | 76  | 94  | 124 | 26 | 3 | 2  | 5  | 8  |
| AHL totalt | AHL totalt                         | AHL totalt | 140 | 14 | 55  | 69  | 58  | —  | — | —  | —  | —  |
| CHL totalt | CHL totalt                         | CHL totalt | 72  | 13 | 36  | 49  | 28  | 14 | 3 | 5  | 8  | 6  |
| WHL totalt | WHL totalt                         | WHL totalt | 198 | 22 | 109 | 131 | 145 | 49 | 5 | 21 | 26 | 37 |